# Kaufhaus Jonaß
Das ehemalige Kaufhaus Jonaß (auch Jonass geschrieben) in Berlin wurde 1929 als erstes Kreditkaufhaus eingeweiht. Nach der Enteignung der jüdischen Eigentümer während der Zeit des Nationalsozialismus diente das Gebäude ab 1934 der Hitlerjugend (HJ) und später der SED als Zentrale. In dem denkmalgeschützten Haus eröffnete im Mai 2010 der Privatclub Soho House Berlin mit Hotelbetrieb.

## Lage
Das Gebäude am Rande des Kollwitzkiezes befindet sich im Bezirk Pankow, Ortsteil Prenzlauer Berg in der Torstraße 1 an der Ecke zur Prenzlauer Allee. Die Bezirksgrenze zu Mitte liegt vor der Grundstücksflucht. Weil die Straße mehrfach umbenannt wurde, lautete die Anschrift zunächst Lothringer Straße 1, von 1951 bis 1994 Wilhelm-Pieck-Straße 1.
Das Gebäude belegt 21 m Hausfront an der Torstraße 1 und 56 m als Prenzlauer Allee 259. Durch die angeschrägte Ecke liegen vom Schnittpunkt der Straßenzüge 45 m an der Torstraße und 70 m an der Prenzlauer Allee.
An der Lothringer Straße Ecke Prenzlauer Allee befand sich auf dem Grundstück 1–7 seit 1828 das Exerzierhaus. Es lag außerhalb der Berliner Zoll- und Akzisemauer bis zu deren Abriss um 1870.

## Geschichte

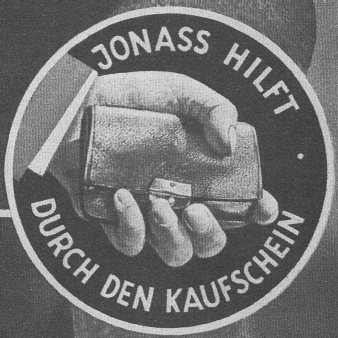
Werbung für den Kaufschein, um 1930

### Gründung als Uhrenhandlung 1889
Die 1889 gegründete Jonass & Co., GmbH war eine große Versandhandlung für Uhren und hatte nach dem Ersten Weltkrieg ihr Stammgeschäft im Haus der Berliner Geschäftsstelle von Telefunken (Gesellschaft für drahtlose Telegraphie) in der Belle-Alliance-Straße 7–10 (seit 1947: Mehringdamm 32/34). Der Inhaber von Jonass & Co., Kaufmann Hermann Golluber, hatte Anfang der 1920er Jahre die zu diesem Zeitpunkt unbebaute Immobilie (Nr. 1) neben dem 1828 errichteten Exerzierhaus des Kaiser Alexander Garde-Grenadier-Regiments Nr. 1 an der Lothringer Straße erworben. Die Gebäude 2–7 wurden (nach 1918) als Beamten-Mietshaus genutzt. Golluber ließ auf dem unbebauten Eckgrundstück Lothringer Straße/Prenzlauer Allee in den Jahren 1928/1929 zusammen mit seinem Geschäftspartner Hugo Halle den Neubau eines Gebäudes für das Kredit-Warenhaus Jonaß & Co. AG von den Architekten Gustav Bauer und Siegfried Friedländer errichten. Der wuchtige Komplex im Stil der Neuen Sachlichkeit wurde in der Ende der 1920er Jahre aufkommenden Skelettbauweise ausgeführt. Die ersten zwei Etagen sind mit Naturstein verkleidet, darüber schließen sich ein fünfgeschossiger Putzbau und ein Dachgeschoss an, in dem über einige Jahre ein Dachrestaurant betrieben wurde. Vor allem die Bevölkerung aus dem nahe gelegenen Scheunenviertel nutzte die Möglichkeit, in dem Kreditwarenhaus mit über 15.000 m² Nutzfläche auch gegen Teilzahlung einzukaufen. Mit einem Kaufschein hatten Kunden die Möglichkeit, nach Anzahlung eines Viertels des Warenwertes den Rest in vier Monatsraten abzuzahlen.

### Zeit des Nationalsozialismus
Nach der „Machtergreifung“ der Nationalsozialisten 1933 nahmen die beiden jüdischen Teilhaber der KGaA (& Co. AG) zwei „deutschblütige“ Angestellte in die Geschäftsführung auf, um einer Arisierung zu entgehen. Golluber und Halle wurden jedoch aus dem Geschäft gedrängt. Golluber floh 1939 in die USA, wo er wenig später starb.
Ab 1934 erfolgte der Warenverkauf von Jonaß & Co. in neuen Räumlichkeiten am Berliner Alexanderplatz in dem von Peter Behrens geplanten und ab 1930 erbauten Alexanderhaus (Alexanderplatz 2). Die neuen Besitzer schlossen das Kaufhaus an der Lothringer Straße und vermieteten es an die NSDAP, die es als Verwaltung der Reichsjugendführung nutzte. In dem Gebäude residierte die Reichszentrale mit dem Reichsjugendführer Artur Axmann an der Spitze. 1940 kaufte die NSDAP das Haus Lothringer Straße 1.
Nach Aufgabe der Räumlichkeiten am Alexanderplatz kurz vor Ende des Zweiten Weltkriegs zog die Firma für kurze Zeit noch einmal in die Lothringer Straße 1 zurück. Im Mai 1945 wurde das Unternehmen nach Enteignung durch die Sowjetische Militäradministration in Deutschland aufgelöst.

### Nachkriegszeit: Haus der SPD, der SED und des Instituts für Marxismus-Leninismus

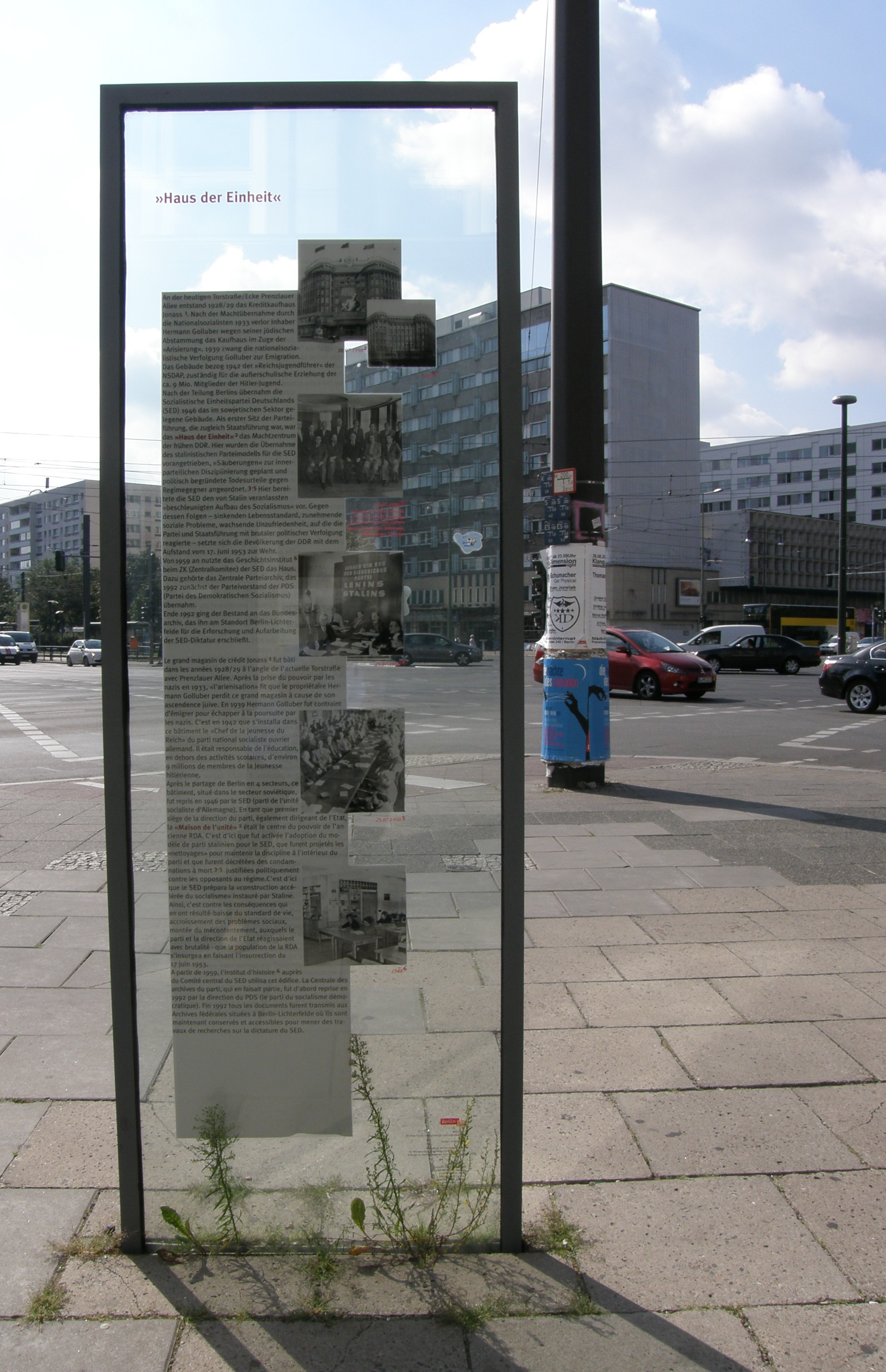
Gläserne Stele mit der Geschichte des Gebäudes

Ab Sommer 1945 nutzte der Zentralausschuss der SPD das Gebäude. Nach der Zwangsvereinigung von SPD und KPD zur SED diente das Haus als Sitz des Zentralkomitees (ZK) der SED und erhielt den Namen Haus der Einheit. Aus den Büros in diesem Gebäude wurden innerparteiliche „Säuberungen“ und politisch begründete Todesurteile gegen Regimegegner angeordnet und  Stalins „beschleunigter Aufbau des Sozialismus“ vorbereitet. Bis zum Umzug in das ZK-Gebäude am Werderschen Markt war es das Machtzentrum der DDR in Gestalt des Politbüros der SED unter seinem General-, später Ersten Sekretär Walter Ulbricht. Während der Aufstandes des 17. Juni 1953 umringten wütende Arbeiter besonders das Haus der Einheit und das Haus der Ministerien und griffen die Gebäude an.
Mit dem Umzug des ZK an den Werderschen Markt befand sich von 1959 bis 1990 das Institut für Marxismus-Leninismus beim ZK der SED (IML) im Haus. Das historische Archiv der KPD und das Zentrale Parteiarchiv der SED gehörten dazu und die Dokumente verblieben in den Kellerräumen. Das IML beschäftigte sich mit der Geschichte der deutschen und internationalen Arbeiterbewegung und den „Klassikern des Marxismus-Leninismus“. Zahlreiche Publikationen sind zu den Forschungsergebnissen erschienen. Von hier aus bereitete das IML Ende der 1960er Jahre die große deutschsprachige Marx-Engels-Gesamtausgabe vor.
Das Arbeitszimmer von Wilhelm Pieck in der dritten Etage mit zahlreichen Regalen, Büchern und Utensilien ist als Gedenkzimmer erhalten. Selbst als Präsident bewahrte der gelernte Tischler Wilhelm Pieck in seinem Schreibtisch einen Hammer, einen Zollstock, einen Bohrer, eine Kneifzange und anderes Werkzeug auf. In Piecks Sekretariat fanden Urkunden, Broschüren und Bücher zur Berliner Ehrenbürgerschaft Piecks ihren Platz. Zwei in den Jahren 1976 und 1988 angebrachte Tafeln am Haupteingang des Gebäudes erinnern an die beiden ersten SED-Vorsitzenden Wilhelm Pieck und Otto Grotewohl.

### Nach der Wende
Nach der politischen Wende wurden 1992 die hier untergebrachten Institutionen der SED aufgelöst und die Dokumente in das Bundesarchiv in Lichterfelde überführt und der Öffentlichkeit zugänglich gemacht. Die Immobilie selbst stand ab 1995 leer und im Jahr 1996 erhielt eine jüdische Erbengemeinschaft (Nachkommen der ursprünglichen jüdischen Besitzer) das Haus zurück. Pläne zur Nutzung als Hotel, als Verwaltungssitz einer Berliner Wohnungsbaugenossenschaft oder als Bürogebäude fanden keine Interessenten, deshalb boten die Erben den Komplex weltweit zum Kauf.

### Soho House Berlin
Die deutsch-britische Investorengruppe Cresco Capital erwarb 2004 den Baukomplex für neun Millionen Euro. Das Berliner Architekturbüro JSK lieferte im Auftrag der neuen Eigentümer die Pläne für die denkmalgerechte Sanierung und einen Umbau in eine Dependance des britischen Privatclubs Soho House. Für rund 30 Millionen Euro entstand das im Mai 2010 eröffnete Soho House Berlin mit kombinierten Wohn- und Arbeitsmöglichkeiten für Künstler, Journalisten, Regisseure und Manager aus dem Medienbereich. Entgegen einer ursprünglichen Ankündigung sind weder das Arbeitszimmer von Wilhelm Pieck noch die Räume für Konferenzen, Wellness und Gastronomie der Öffentlichkeit zugänglich. Auf der Dachterrasse existiert ein Außenpool. Zu den Gästen gehörten George Clooney während der Dreharbeiten zu seinem Film Monuments Men – Ungewöhnliche Helden, Sängerin Madonna zog für zehn Tage ein, Brad Pitt feierte eine Premierenparty, Hugh Grant feierte mit Freunden seinen Geburtstag und Jude Law verweilte hier.
Auf dem Bürgersteig vor dem Eingang dokumentieren Fotos und viersprachige Kurztexte auf einer von Rainer Eppelmann am 5. Juni 2008 enthüllten gläsernen Stele die Geschichte des Gebäudes. Unter dem Titel Haus der Einheit ist sie Teil eines Gesamtprojekts des Senats zur Sichtbarmachung von Berliner Geschichtsorten.

## Bildergalerie

Das Haus im Wechsel der Zeiten
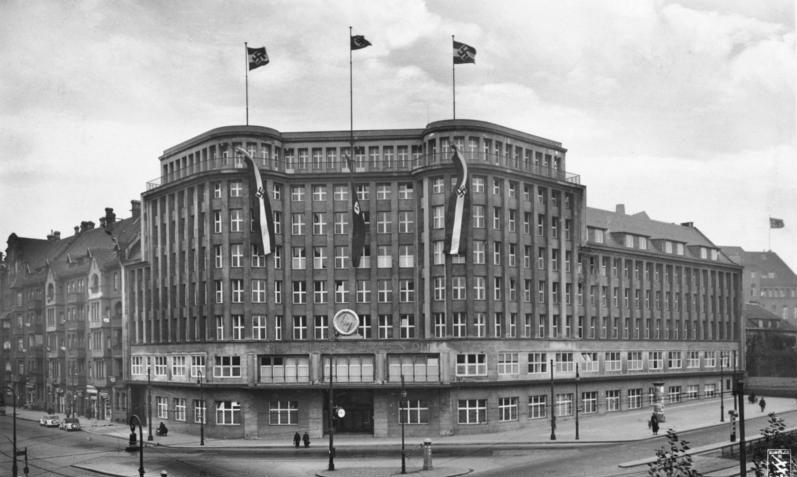
Zeit des Nationalsozialismus, Sitz der Reichsjugendführung
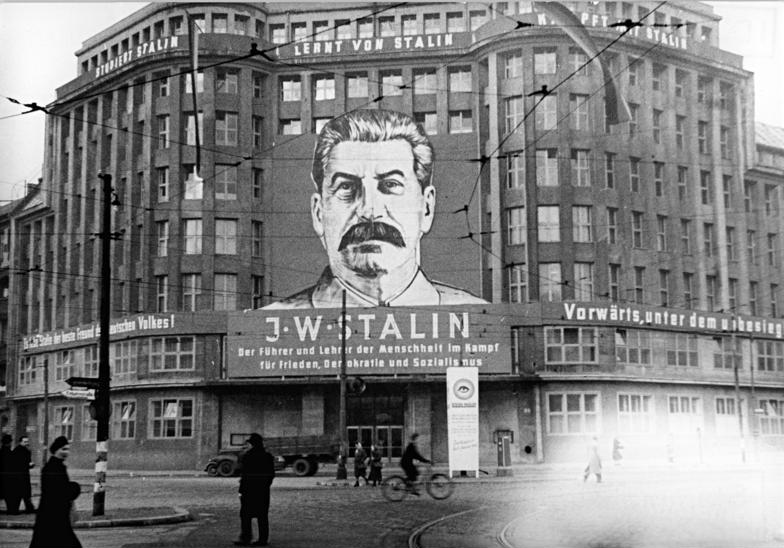
Haus des ZK der SED, 1949
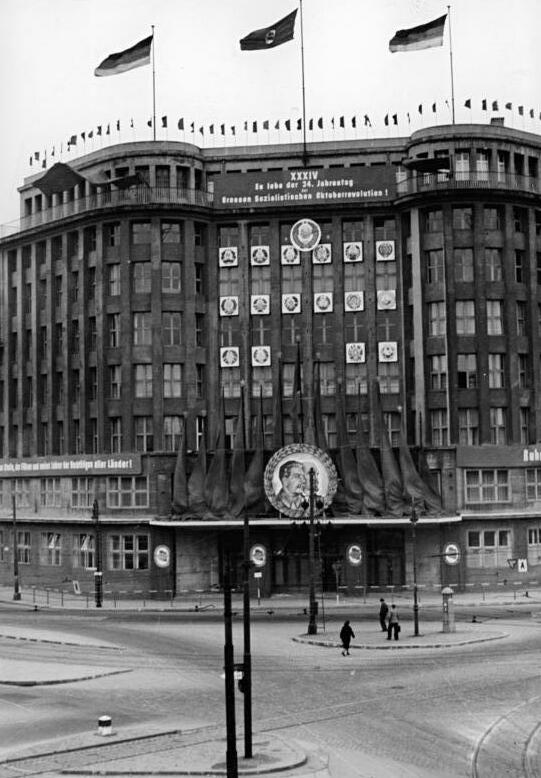
Haus des ZK der SED, 1951
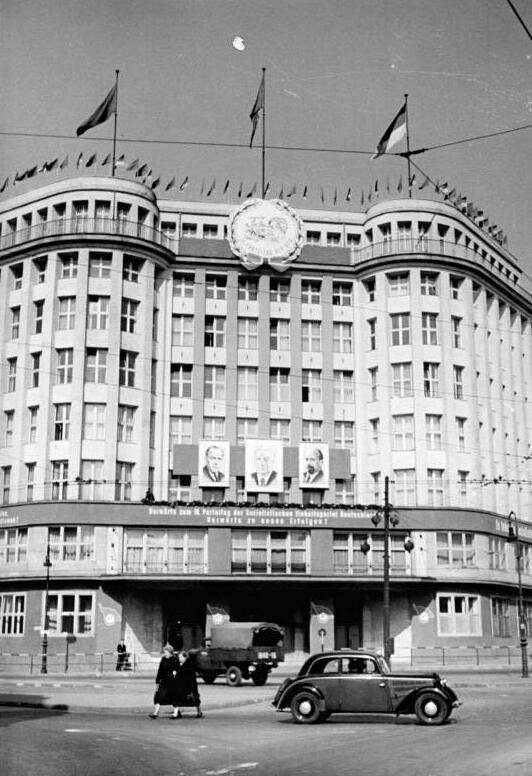
Haus des ZK der SED, 1954
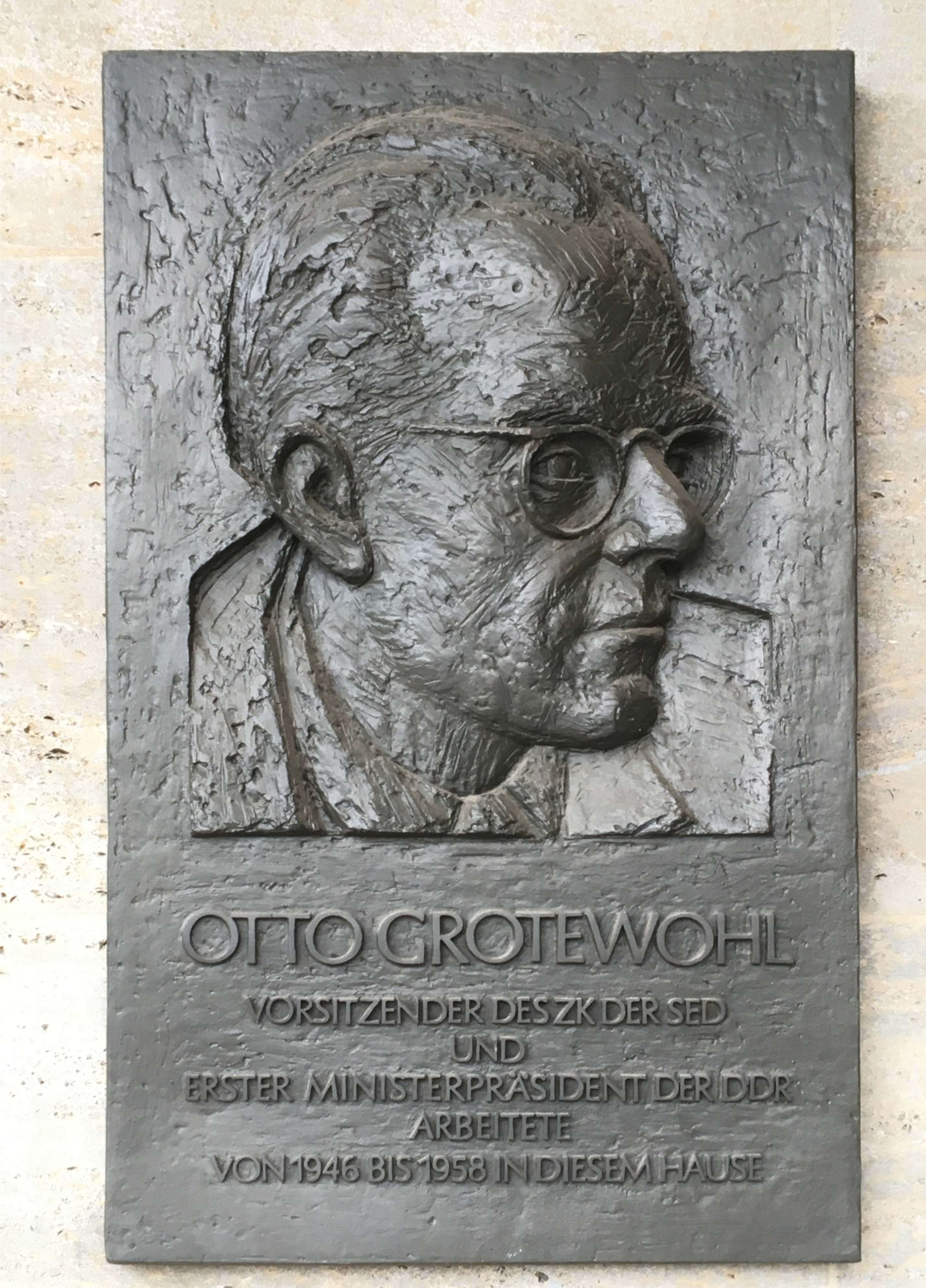
Gedenktafel für Otto Grotewohl
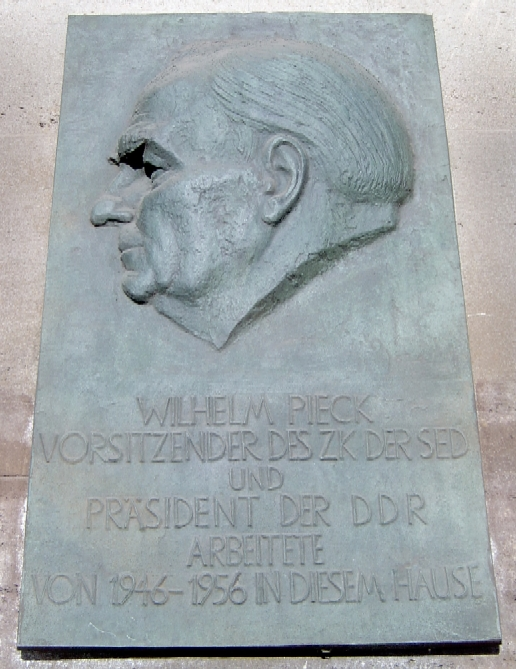
Gedenktafel für Wilhelm Pieck von Gerhard Thieme, 1976